# HD 213135
HD 213135，又名CD-2715932，SAO 191182、HR 8563，是一颗恒星，视星等为5.95，位于銀經24.69，銀緯-58.58，其B1900.0坐标为赤經22h 24m 10.4s，赤緯-27° -58.58′ 7″。